# دی‌ال زرافه
دی‌ال زرافه یک ستاره است که در صورت فلکی زرافه قرار دارد.